# 房地产代理理事会
房地產代理理事會（英語：Council for Estate Agencies, CEA），是負責監管和發展新加坡房地產代理業的法定機構，上級機構為國家發展部，成立於2010年10月22日。